# Ethusa andamanica
Ethusa andamanica is een krabbensoort uit de familie van de Ethusidae. De wetenschappelijke naam van de soort is voor het eerst geldig gepubliceerd in 1894 door Alcock.